# Malthe Thomsen
Malthe Thomsen (født ca. 1992, død 26. januar 2019) var en dansker som blev falsk anklaget for pædofili, mens han var i praktik som pædagog i børnehaven International Preschools på Manhattan i USA. Anklagen var fra hans græsk-amerikanske kollega Mariangela Kefalas, og den blev undersøgt og afvist af skolen. Kefalas' påståede video med beviser, som hun nægtede at udlevere til skolen, viste sig senere at indeholde uskyldige scener. Kefalas blev fyret af skolen, da der også tidligere havde været lignende problemer med falske anklager fra hende, hvorefter Kefalas den 27. juni 2014 meldte Thomsen til politiet. Thomsen blev derefter anholdt og placeret i det berygtede Rikers Island-fængsel, hvor han blev truet af andre indsatte, fordi han var anklaget for pædofili. Thomsen blev senere løsladt mod kaution og endelig løsladt 13. november 2014 på grund af mangel på beviser.
Et fra dansk side meget kritiseret punkt hos politiets anklager var, at forhøret af Thomsen fremkaldte en falsk tilståelse, idet anklageren falskt påstod at have en video af børnemishandling. Thomsen svarede, at han ikke har nogen erindring om dette, men hvis politiet havde en video af det, måtte det jo være sandt. Dette blev af politiet betragtet som en tilståelse. Politi i USA må gerne lyve under afhøringer, hvilket tit fører til falske tilståelse og domfældelser på falsk grundlag. Det fra dansk side meget kritiserede forløb har været sammenlignet med Thomas Vinterbergs film Jagten fra 2012, som også handler om hysteri i forbindelse med en falsk pædofilianklage. Forhøret af Thomsen foregik efter REID-metoden, hvor politiet går efter at nedbryde den tiltalte.
Forsvaret ved retssagen kostede Thomsens familie 911.785 kroner, ud over husleje og andre omkostninger, som de finansierede blandt andet ved at optage lån. 560.586 kroner blev indsamlet som støtte til familien via facebooksiden Støt Den Fængslede Pædagogstuderende I New York. I april 2015 blev det rapporteret, at Thomsen ville sagsøge delstaten New York for 7 millioner dollar (ca. 48 millioner kroner) for de 5 måneder, har var i fængsel eller fodlænke.
Den 20. september 2016 indgik Malthe Thomsen forlig med delstaten New York og modtog 500.000 kr. i erstatning.
Thomsen døde af en blodprop i hjertet i 2019, 27 år gammel. Thomsen havde udtalt, at sagen havde givet ham psykiske vanskeligheder og søvnbesvær.

## Eksterne links
- Støt Den Fængslede Pædagogstuderende I New York - Facebook støttegruppe
- Anklaget i New York - DR's dokumentar om sagen.